# Fermín Ferrer
Fermín Ferrer (Chinandega, Provincia de Nicaragua, 1823- Nueva York, 17 de marzo de 1897) fue un abogado y político nicaragüense del siglo XIX, de origen chinandegano, que fue Presidente Provisional del 20 de junio al 12 de julio de 1856. Militó en el bando legitimista.

## Reseña biográfica
Contrajo nupcias con la acaudalada Juliana Molina viuda de Marenco, llegando a ser un propietario de tierras y próspero comerciante, que se avencindó en la ciudad de Granada. 
Se asoció con Henry L. Kinney, en su aventura colonizadora de las tierras de San Juan del Norte y Chontales. 
Ferrer publicó en el periódico "Correo del Istmo" de la ciudad de León (Correo del Istmo N.º 48. León, 12 de septiembre de 1850) y bajo el título "Estadísticas del Departamento Oriental" un informe que detalla un inventario sobre los recursos naturales y humanos de dicho departamento.
También, publicó en 1856 ordenado por Patricio Rivas y William Walker, un mapa geográfico de la República de Nicaragua, el cual incluía el departamento de Guanacaste, con los departamentos de León, Granada, Rivas y Chontales al este del lago Cocibolca; Segovia y Matagalpa al centro del país, y Mosquitia, como protectorado británico. El mapa mostraba muchos errores en las costas, y asignaba una cadena montañosa desde en departamento de Segovia hasta Chontales.

## Vida política
Durante la Guerra Antifilibustera fungió como Prefecto de Granada. Fue Ministro de Hacienda en el gobierno provisorio de Patricio Rivas. 
En junio de 1856, cuando Patricio Rivas se trasladó a Chinandega y derogó allí su decreto de convocatoria a elecciones presidenciales directas, William Walker decidió por sí y ante sí deponerlo y nombró como presidente provisorio de Nicaragua a Fermín Ferrer, quien siempre fue un aliado incondicional de Walker y en una actitud entreguista le permitió mediante un fraude electoral, llegar a usurpar la presidencia del país. Popularmente se le conoció con el apodo de el infeliz Provisorio. 
A fines de junio y principios de julio de 1856 se efectuaron los comicios en los departamentos Oriental y Meridional de Nicaragua, controlados por los filibusteros, y el gobierno de Ferrer anunció que los había ganado Walker por 15.835 votos de un total de 23.236.
El 12 de julio de 1856, Fermín Ferrer entregó la presidencia a Walker, en una ceremonia efectuada en la ciudad de Granada, y fue designado como Ministro de Relaciones Exteriores del nuevo gobierno, cargo que ejerció durante algunos meses.
Después de la victoria de los aliados centroamericanos contra Walker, Fermín Ferrer huyó hacia los Estados Unidos de América en donde murió el 17 de marzo de 1897 a los 74 años.